# Roberto Merhi
Roberto Merhi   (Benicàssim, 22 de març de 1991) és un pilot professional d'automobilisme valencià, fill de pares brasilers d'ascendència libanesa. Va conduir com a pilot per a l'escuderia Manor Marussia F1 Team durant la temporada 2015 de Fórmula 1. Merhi també va participar en la Formula Renault 3.5 Series dins l'escuderia Pons Racing. El 2011 va ser campió de la F3 Euroseries. Aquest any també va guanyar el campionat de la Formula 3 Euro Series, mentre conduïa per Prema Powerteam. El 2014 va fer tercer a la Formula Renault 3.5. La temporada 2018 és contractat per l'equp MP Motorsport i per al Campos Vexatec Racing al Campionat de FIA Fórmula 2. Des del 2019, ha competit en carreres d'automòbils esportius, acabant tercer a l'Asian Le Mans Series 2019-20.

## Carrera esportiva

### Karting
El seu debut en karting es va produir el 1999, amb vuit anys. Des de llavors, la seva trajectòria al món del karting li va portar a aconseguir victòries rellevants, tant a nivell espanyol com internacional, entre les quals destaquen les Campionats d'Espanya, les Winter Sèries o el prestigiós Trofeu de la Indústria, celebrat a Itàlia. A aquests, caldria afegir la 2a. posició aconseguida en el Trofeu Andrea Margutti l'any 2005.

### Fórmula Renault 2.0
A finals de l'any 2006, disputa les Winter Sèries del Campionat d'Itàlia de F. Renault 2.0 amb It Loox Racing, finalitzant en la 3a. plaça de la general.
El 2007, Roberto Merhi corre amb l'equip suís Jenzer Motorsport un programa doble en el qual l'Eurocup 2.0, complementat amb l'italià de la mateixa disciplina. El gran moment de la temporada, serà la seva victòria en la selectiva pista de Spa-Francorchamps. Aquesta victòria, li convertirà en el pilot més jove en vèncer en la història de la Fórmula Renault italiana. Gràcies a dos podis més, i diverses posicions en el Top 5, el pilot acabarà en la 4a. plaça de la classificació general.
El 2008 repeteix l'Eurocup 2.0, però canviant la competició italiana per la recentment creada Fórmula Renault 2.0 WEC, que agrupava a França, Espanya i Portugal. Al volant d'un cotxe de Epsilon Euskadi, va acabar subcampió del WEC i 4º de l'Eurocup 2.0. També es convertiria en el poleman i vencedor més jove en la història de l'Eurocup 2.0 després de la seva victòria en la pista germana de Nürburgring. Paral·lelament, Merhi va disputar tres meetings del Campionat d'Espanya de F3 que es van saldar amb una pole, dues victòries i un podi. A això caldria afegir les seves participacions amb Hitech en el Masters de Zolder i el Gran Premi de Macau, sent en aquesta última cita el millor rookie de la graella.

### F3 Espanyola
Al setembre de 2006 es produeix el seu debut en monoplaces de F3. Va ser a València, amb motiu de la sisena cita del Campionat d'Espanya de F3, a bord d'un Dallara F300 de l'equip Porfesa Competició. Serà la seva única participació en aquest campionat durant aquesta temporada. El 2007 torna a realitzar una aparició esporàdica (Novo Team), marcant els seus primers punts en el certamen. El 2008 va estar present en tres curses: les dues primeres en el Circuit Urbà de València, i en la prova final a Barcelona. En l'estrena del traçat llevantí (Llusia Racing), marca el millor temps en la primera sessió de lliures, però problemes de frens li impediran brillar durant la resta del cap de setmana. En la seva segona presència amb GTA Motor Competició, com a carrera suporti del Gran Premi d'Europa de Fórmula 1, finalitza en el podi (3r.) malgrat tenir danyada la caixa del canvi. En la seva última aparició l'any amb la Escuderia TEC-Acte, en un cap de setmana plujós en el Circuit de Catalunya, va aconseguir la pole i la victòria en les dues mànigues, amb un ample marge d'avantatge sobre els seus rivals.

### F3 Euroseries

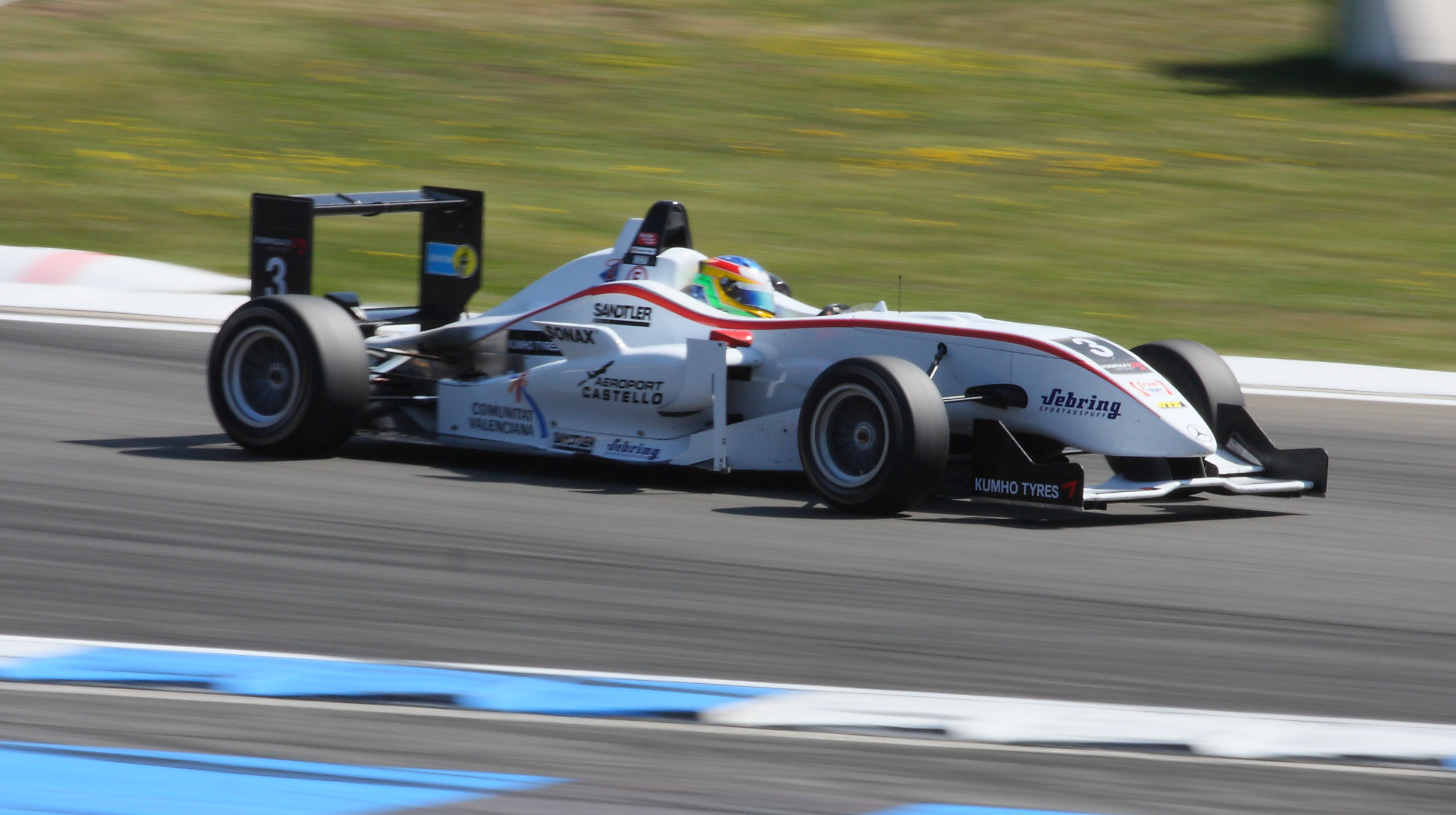
Merhi amb el Dallara F308 el 2010, durant les F3 Euroseries

El 2009, debuta en la F3 Euroseries de la mà de l'equip Manor Motorsport, passant a ser, a més, integrant del programa de joves talents de Mercedes. Després d'un gran debut amb segones posicions en les dues primeres curses de l'any, una sanció a l'arrencada de la primera mànega a Zandvoort li fa perdre corda en la lluita pel liderat. En la quarta cita torna a la competició amb un tercer lloc (Oschersleben), però llavors sofreix una davallada de resultats en la part central del campionat, experimentant problemes de posta a punt en el seu monoplaça. En les dues proves finals de l'any a Dijon i Hockenheim, el pilot i equip recuperen el nivell de competitivitat, pujant a la segona posició del podi en la prova francesa, i liderant l'última mànega de l'any sota la pluja, fins que una avaria obliga a Merhi a retirar-se a poques voltes del final.
A l'any següent, 2010, en les files de Mücke Motorsport, aconsegueix la seva primera victòria a la categoria (Hockenheim), però es veu impotent per frenar la superioritat tècnica de Signature-Volkswagen. Va lluitar fins a l'última cita del calendari amb Valtteri Bottas (ART-Mercedes), per ser el millor cotxe del certamen no equipat amb motor Volkswagen.
El 2011 va ser l'any de la seva definitiva eclosió. Enquadrat en l'equip italià Prema Powerteam, Merhi es va encaminar la perfecció amb la seva esquadra i amb el seu enginyer, i va obtenir un triomf darrere l'altre fins a alçar-se amb el títol amb un extens marge de punts, i onze victòries en la butxaca. En dues ocasions va estar prop d'aconseguir el ple de tres victòries sobre tres en un sol cap de setmana. Destacar el seu paper a Hockenheim, on va ser primer en la màniga 1 i 3, i segon en la 2. Va ser capaç de proclamar-se campió a la penúltima carrera, disputada en la comunitat valenciana, d'on és natural.
Roberto Merhi també va disputar en quatre ocasions el prestigiós Gran Premi de Macau.

### GP3 Sèries
En 2010, Merhi va competir en les GP3 Sèries, debutant en la tercera cita, celebrada a València, amb l'equip Atech Grand Prix. Durant aquell cap de setmana, obtindria els dos primers podis de l'equip anglès en la disciplina gràcies a un 2n. i un 3r lloc. A Spa-Francorchamps, després de liderar la primera mànega amb un ampli marge d'avantatge, es veuria penalitzat per una fallada del seu equip en el canvi de pneumàtics que li costaria la victòria, al perdre més de mig minut en boxes. Tot i així, acabaria segon la carrera. Al final de temporada, es classificava en la sisena posició de la general sense haver disputat el campionat complet.

### DTM

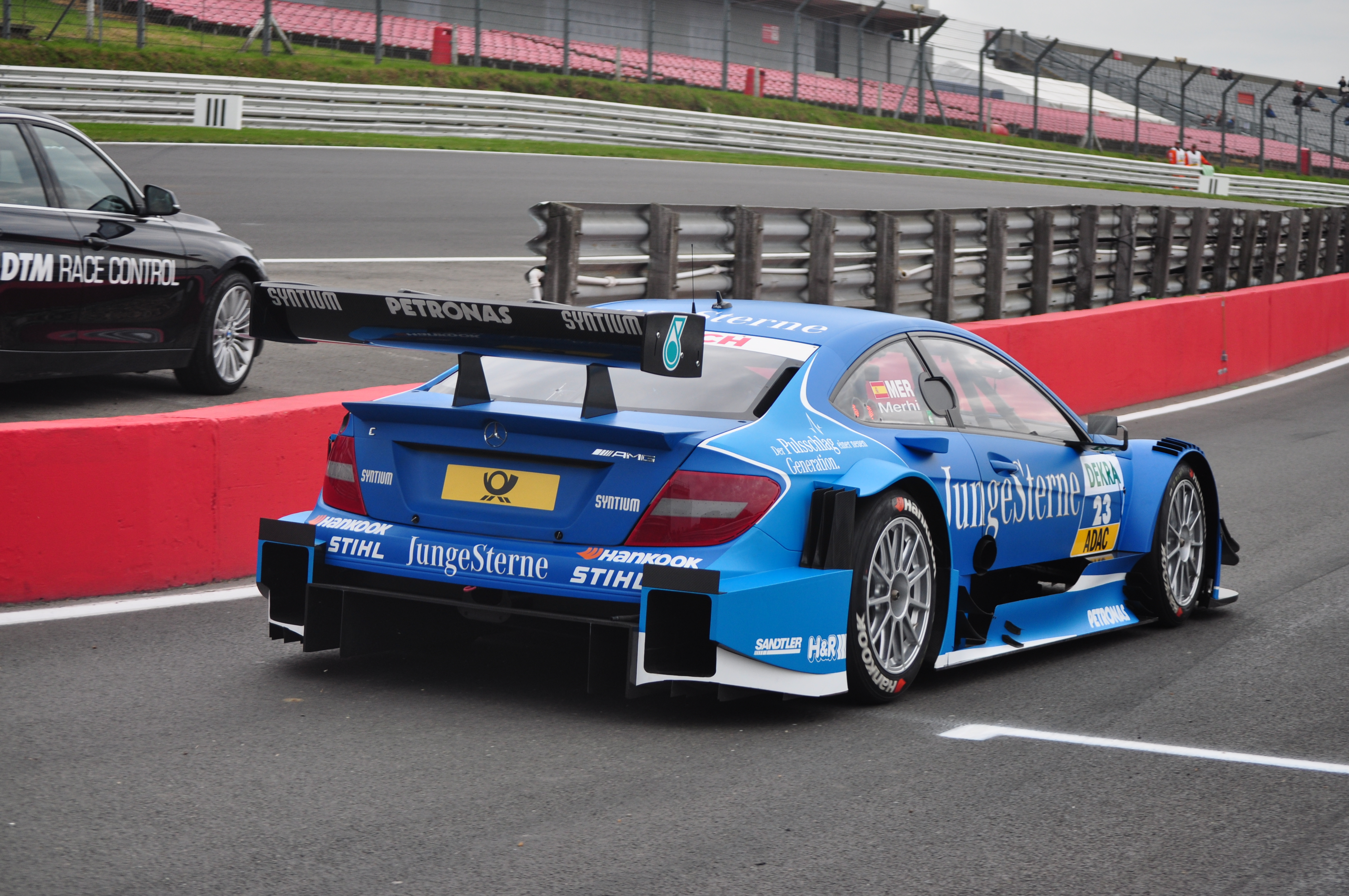
Merhi amb el Mercedes C-Coupé el 2012, durant la temporada de la DTM

En 2012 disputa la Temporada 2012 de Deutsche Tourenwagen Masters, amb un Mercedes de Persson Motorsport. Finalitza el campionat en 21a posició sense haver aconseguit un punt. A l'any següent va aconseguir un podi en la carrera final.

### World Sèries by Renault
Va disputar la World Sèries by Renault el 2014 amb l'equip Zeta Corse quedant tercer en el campionat i en el 2015 tornaria a repetir de categoria canviant d'equip (Pons Racing). Va acabar sent desè en el campionat.

### Fórmula 1
El 5 de setembre de 2014 participa per primera vegada en Fórmula 1, en el Circuit de Monza, sota el comandament d'un Caterham, per realitzar els entrenaments lliures.
El 10 de març de 2015, l'equip de Fórmula 1, Manor Marussia F1 Team anuncia que Merhi correrà el Gran Premi d'Austràlia que es va celebrar el dia 15 del mateix mes. però l'equip Manor F1 Team no va poder disputar la carrera. Merhi va debutar en el Gran Premi de Malàisia on va acabar 15è. A Silverstone va aconseguir acabar 12°, 3 voltes per sota del guanyador de la carrera Sebastian Vettel. Al Gran Premi de la Xina, Merhi va acabar en 16è lloc darrere del seu company d'equip Will Stevens. A Bahrain i Espanya, Merhi també va acabar darrere de Stevens. Tanmateix, al Gran Premi de Mònaco, Merhi va acabar en 16a posició per davant de Stevens. En el Gran Premi del Canadà, Merhi es va classificar per davant de Stevens i començaria 16è gràcies a les penalitzacions a Sebastian Vettel i Max Verstappen. A més, Jenson Button no va poder marcar un temps de volta a la qualificació a causa d'un problema amb el motor. Durant al carrera, Merhi va acabar un minut per davant de Stevens, però a la volta 56 es va veure obligat a retirar-se a causa d'un problema a l'eix de transmissió. Per primer cop Merhi no va acabar una carrera de Fórmula 1, però es va mantenir per davant de Stevens al Campionat de Pilots. Al campionat d'Àustria, Merhi va acabar en 14a posició, a 3 voltes del guanyador de la cursa Nico Rosberg. Merhi va ser desplaçat a favor d'Alexander Rossi durant cinc dels darrers set Grans Premis del 2015, amb les excepcions de les curses de Rússia i Abu Dhabi, abans d'apostar per la Fórmula E el 2017 i la Fórmula 2 el 2018.
El 2019, Merhi va revelar que treballava amb un equip de F1 com a pilot de desenvolupament, però el seu contracte li va impedir revelar amb quin equip treballava. Merhi va continuar treballant amb equips de desenvolupament durant el 2020.

### Fórmula E
L'abril de 2017, es va anunciar que Merhi s'uniria a la sèrie per a la quarta temporada. No obstant això, no va signar amb cap equip.

### FIA Fórmula 2
Merhi va substituir Stefano Coletti a Campos Racing per a la ronda de Barcelona del campionat. Va anotar un punt per a la temporada de Fórmula 2 2018 amb MP Motorsport. Abans de la ronda belga, va deixar l'equip i va ser substituït pel seu pilot de les GP3 Series, Dorian Boccolacci. Després es va unir a Campos Racing per a les dues darreres rondes de la temporada, en substitució de Roy Nissany.

### S5000 Tasman Series
El 2021, Merhi va competir al campionat australià a la S5000 Tasman Series, competint per a l'equip BRM. Va aconseguir 3 podis, un d'ells una victòria, proclamant-se així subcampió.

### SuperGT
El 2022, Roberto Merhi competirà al SuperGT japonès per a l'equip LeMans amb un Audi R8 LMS GT3 al costat dels pilots Yoshiaki Katayama i Shintaro Kawabata, debutant a la segona ronda del Circuit de Fuji.

## Resultats esportius

### Resultats Fórmula Renault 2.0
F. Renault 2.0 italiana (Winter Sèries)
| Temporada | Escudería      | VAL | VAL | VAL | VAL | Pts | Pos |
| --------- | -------------- | --- | --- | --- | --- | --- | --- |
| 2007      | It Loox Racing | 3   | 7   | 2   | 3   | 92  | 3r. |

F. Renault 2.0 italiana
| Temporada | Escudería         | VAL | VAL | VAL | VAL | SPA | SPA | VAL | VAL | MIS | MIS | MUG | MUG | MON | MON | Pts | Pos |
| --------- | ----------------- | --- | --- | --- | --- | --- | --- | --- | --- | --- | --- | --- | --- | --- | --- | --- | --- |
| 2007      | Jenzer Motorsport | 5   | 14  | 10  | 5   | 1   | 5   | 8   | 5   | 4   | 4   | R   | 33  | 2   | 5   | 232 | 4º  |

F. Renault 2.0 WEC
| Temporada | Escudería       | NOG | NOG | DIJ | DIJ | VAL | VAL | LEM | LEM | EST | EST | SPA | SPA | MAG | MAG | CAT | CAT | Pts | Pos |
| --------- | --------------- | --- | --- | --- | --- | --- | --- | --- | --- | --- | --- | --- | --- | --- | --- | --- | --- | --- | --- |
| 2008      | Epsilon Euskadi | 3   | 2   | 2   | 2   | 2   | 4   | 3   |     | 3   | 1   | 1   | 2   | 1   | 3   | 3   | 3   | 184 | 2n. |

Eurocup F. Renault 2.0
| Temporada | Escudería         | ZOL | ZOL | NÜR | NÜR | HUN | HUN | DON | DON | MAG | MAG | EST | EST | CAT | CAT | Pts | Pos |
| --------- | ----------------- | --- | --- | --- | --- | --- | --- | --- | --- | --- | --- | --- | --- | --- | --- | --- | --- |
| 2007      | Jenzer Motorsport | 13  | 10  | R   | 5   | 21  | 15  | 16  | R   | 16  | 9   | 9   | 28  | 11  | 7   | 16  | 18º |

| Temporada | Escudería       | SPA | SPA | SIL | SIL | HUN | HUN | NÜR | NÜR | LEM | LEM | EST | EST | CAT | CAT | Pts | Pos |
| --------- | --------------- | --- | --- | --- | --- | --- | --- | --- | --- | --- | --- | --- | --- | --- | --- | --- | --- |
| 2008      | Epsilon Euskadi | 7   | RR  | 3   | 5   | 3   | 6   | 1   | 2   | 1   | 3   | 2   | 7   | 8   | 28R | 108 | 4º  |

### Resultats Fórmula 3
Campionat d'Espanya de F3
| Temporada | Escudería           | VAL | VAL | MAG | MAG | JAR | JAR | EST | EST | ALB | ALB | VAL | VAL | JER | JER | CAT | CAT | Pts | Pos |
| --------- | ------------------- | --- | --- | --- | --- | --- | --- | --- | --- | --- | --- | --- | --- | --- | --- | --- | --- | --- | --- |
| 2006      | Porfesa Competición |     |     |     |     |     |     |     |     |     |     | 14  | 17  |     |     |     |     | 0   | NC  |

| Temporada | Escudería | JAR | JAR | JER | JER | EST | EST | ALB | ALB | MAG | MAG | VAL | VAL | JER | JER | CAT | CAT | Pts | Pos |
| --------- | --------- | --- | --- | --- | --- | --- | --- | --- | --- | --- | --- | --- | --- | --- | --- | --- | --- | --- | --- |
| 2007      | Novo Team |     |     |     |     |     |     |     |     |     |     | R   | 6   |     |     |     |     | 4   | 17º |

| Temporada | Escudería          | JAR | JAR | SPA | SPA | ALB | ALB | VAL1 | VAL1 | VAL2 | VAL2 | MAG | MAG | VAL | VAL | JER | JER | CAT | CAT | Pts | Pos  |
| --------- | ------------------ | --- | --- | --- | --- | --- | --- | ---- | ---- | ---- | ---- | --- | --- | --- | --- | --- | --- | --- | --- | --- | ---- |
| 2008      | Llusia Racing      |     |     |     |     |     |     | 9    | R    |      |      |     |     |     |     |     |     |     |     | 36  | 13r. |
| 2008      | GTA Motor          |     |     |     |     |     |     |      |      | 3    |      |     |     |     |     |     |     |     |     | 36  | 13r. |
| 2008      | Escuderia TEC-Auto |     |     |     |     |     |     |      |      |      |      |     |     |     |     |     |     | 1   | 1   | 36  | 13r. |

British F3
| Temporada | Escudería        | OUL | OUL | SIL | SIL | ROC | ROC | HOC | HOC | SNE | SNE | DON | DON | SPA | SPA | SIL | SIL | ALG | ALG | BRH | BRH | Pts | Pos |
| --------- | ---------------- | --- | --- | --- | --- | --- | --- | --- | --- | --- | --- | --- | --- | --- | --- | --- | --- | --- | --- | --- | --- | --- | --- |
| 2009      | Manor Motorsport |     |     |     |     |     |     |     |     |     |     |     |     |     |     |     |     | R   | R   |     |     | 0   | NC  |

F3 Euroseries
(Carreres en negreta indiquen pole position) (Carreres en cursiva indiquen volta ràpida)
| Año  | Equipo           | Motor    | 1       | 2        | 3       | 4       | 5       | 6         | 7        | 8        | 9       | 10      | 11       | 12        | 13       | 14       | 15      | 16        | 17      | 18      | 19      | 20       | 21      | 22      | 23      | 24      | 25    | 26    | 27      | Lloc | Punts |
| ---- | ---------------- | -------- | ------- | -------- | ------- | ------- | ------- | --------- | -------- | -------- | ------- | ------- | -------- | --------- | -------- | -------- | ------- | --------- | ------- | ------- | ------- | -------- | ------- | ------- | ------- | ------- | ----- | ----- | ------- | ---- | ----- |
| 2009 | Manor Motorsport | Mercedes | HOC 1 2 | HOC 2 10 | LAU 1 6 | LAU 2   | NOR 1 5 | NOR 2 8   | ZAN 1 18 | ZAN 2 11 | OSC 1 3 | OSC 2 5 | NÜR 1 18 | NÜR 2 Ret | BRH 1 9  | BRH 2 11 | CAT 1 9 | CAT 2 Ret | DIJ 1 5 | DIJ 2   | HOC 1 4 | HOC 2 13 |         |         |         |         |       |       |         | 7º   | 42    |
| 2010 | Mücke Motorsport | Mercedes | LEC 1 5 | LEC 2 4  | HOC 1 4 | HOC 2 1 | VAL 1 4 | VAL 2 Ret | NOR 1 5  | NOR 2 11 | NÜR 1 3 | NÜR 2 5 | ZAN 1 5  | ZAN 2 3   | BRH 1 11 | BRH 2 10 | OSC 1 5 | OSC 2 9   | HOC 1 5 | HOC 2   |         |          |         |         |         |         |       |       |         | 5º   | 56    |
| 2011 | Prema Powerteam  | Mercedes | LEC 1 4 | LEC 2 1  | LEC 3 2 | HOC 1   | HOC 2 4 | HOC 3 1   | ZAN 1 3  | ZAN 2 4  | ZAN 3 4 | RBR 1   | RBR 2 1  | RBR 3 Ret | NOR 1 4  | NOR 2    | NOR 3 2 | NÜR 1     | NÜR 2 1 | NÜR 3 2 | SIL 1   | SIL 2 3  | SIL 3 2 | VAL 1 3 | VAL 2 5 | VAL 3 1 | HOC 1 | HOC 2 | HOC 3 1 | 1r.  | 406   |

Màsters de F3 Zolder (2008) Zandvoort (2009-2010-2011)
| Temporada | Escudería        | Q  | R  |
| --------- | ---------------- | -- | -- |
| 2008      | Hitech Racing    | 17 | R  |
| 2009      | Manor Motorsport | 3  | 10 |
| 2010      | Mücke Motorsport | 4  | 12 |
| 2011      | Prema Powerteam  | 1  | R  |

Gran Premio de Macao de F3
| Temporada | Escudería        | Q  | QR | R   |
| --------- | ---------------- | -- | -- | --- |
| 2008      | Hitech Racing    | 6  | 17 | R   |
| 2009      | Manor Motorsport | 13 | 9  | 17R |
| 2010      | Prema Powerteam  | 6  | 22 | 8   |
| 2011      | Prema Powerteam  | 2  | 3  | R   |

### GP3 Series
(Carreres en negreta indiquen pole position) (Carreres en cursiva indiquen volta ràpida)
| Año  | Equipo       | 1       | 2       | 3       | 4       | 5         | 6         | 7           | 8          | 9          | 10          | 11          | 12         | 13        | 14         | 15        | 16        | Lloc | Punts |
| ---- | ------------ | ------- | ------- | ------- | ------- | --------- | --------- | ----------- | ---------- | ---------- | ----------- | ----------- | ---------- | --------- | ---------- | --------- | --------- | ---- | ----- |
| 2010 | ATECH CRS GP | ESP FEA | ESP SPR | TUR FEA | TUR SPR | VAL FEA 3 | VAL SPR 2 | GBR FEA Ret | GBR SPR 19 | GER FEA 16 | GER SPR Ret | HUN FEA Ret | HUN SPR 22 | BEL FEA 2 | BEL SPR 22 | ITA FEA 6 | ITA SPR 4 | 6º   | 26    |

### Resultats en la DTM
| Año  | Escudería          | 1      | 2      | 3      | 4      | 5      | 6       | 7      | 8      | 9       | 10     | Lloc | Punts |
| ---- | ------------------ | ------ | ------ | ------ | ------ | ------ | ------- | ------ | ------ | ------- | ------ | ---- | ----- |
| 2012 | Persson Motorsport | HOC 18 | LAU 16 | BRH 17 | RBR 12 | NOR 13 | NUR Ret | ZAN 11 | OSC 14 | VAL Ret | HOC 13 | 21°  | 0     |
| 2013 | Mücke Motorsport   | HOC 10 | BRH 16 | RBR 20 | LAU 10 | NOR 7  | MOS 14  | NÜR 19 | OSC 14 | ZAN Ret | HOC2 2 | 15º  | 26    |

### Resultados completos en la Formula Renault 3.5 Series
(Carreres en negreta indiquen pole position) (Carreres en cursiva indiquen volta ràpida)
| Año  | Equipo     | 1       | 2       | 3       | 4       | 5       | 6         | 7        | 8       | 9       | 10      | 11      | 12    | 13    | 14      | 15      | 16        | 17        | Lloc | Punts |
| ---- | ---------- | ------- | ------- | ------- | ------- | ------- | --------- | -------- | ------- | ------- | ------- | ------- | ----- | ----- | ------- | ------- | --------- | --------- | ---- | ----- |
| 2014 | Zeta Corse | MNZ 1 2 | MNZ 2 9 | ALC 1 6 | ALC 2 6 | MON 1 9 | SPA 1 Ret | SPA 2 13 | MSC 1 4 | MSC 2 1 | NÜR 1 2 | NÜR 2 1 | HUN 1 | HUN 2 | LEC 1 5 | LEC 2 4 | JER 1 Ret | JER 2 Ret | 3r.  | 183   |

### Resultats complets en Fórmula 1
- El text en negreta indica pole position; el text en cursiva, volta ràpida.

| Any   | Escudería        | 1       | 2      | 3      | 4      | 5      | 6      | 7       | 8      | 9      | 10  | 11  | 12  | 13     | 14  | 15     | 16     | 17  | 18  | 19  | Lloc | Punts |
| ----- | ---------------- | ------- | ------ | ------ | ------ | ------ | ------ | ------- | ------ | ------ | --- | --- | --- | ------ | --- | ------ | ------ | --- | --- | --- | ---- | ----- |
| 2014  | Caterham-Renault | AUS     | MYS    | BAH    | CHN    | ESP    | MON    | CAN     | AUT    | GBR    | GER | HUN | BEL | ITA TD | SIN | JPN TD | RUS TD | USA | BRA | ABU | -º   | -     |
| 2015* | Manor-Ferrari    | AUS DNP | MYS 15 | CHN 16 | BAH 17 | ESP 18 | MON 16 | CAN Ret | AUT 14 | GBR 12 | HUN | BEL | ITA | SIN    | JPN | RUS    | USA    | MEX | BRA | ABU | 19º  | 0     |